# Francisco Pascual Obama Asue
Francisco Pascual Obama Asue (ur. 21 kwietnia 1949) – polityk z Gwinei Równikowej, wieloletni minister w różnych resortach, od 23 czerwca 2016 do 1 lutego 2023 premier.

## Życiorys
Swoją karierę polityczną związał z rządzącą krajem Partią Demokratyczną Gwinei Równikowej (PDGE). Od 1996 w rządzie premiera Ángela Dougana był ministrem młodzieży i sportu, ministrem spraw publicznych i urbanizacji oraz sekretarzem generalnym rządu, w 2000 pozostawał na tym ostatnim stanowisku. Sekretarzem generalnym został także w kolejnym rządzie – premiera Cándido Muatetemy Rivasa. W 2010 pełnił funkcję ministra zdrowia i opieki społecznej w rządzie Ignacia Tanga. W 2013 został ministrem młodzieży i sportu w rządzie Vicente Ehate Tomiego, odpowiadał za organizację Pucharu Narodów Afryki w 2015. W tym samym roku został drugim wicepremierem.
23 czerwca 2016, dekretem 58/2016 prezydenta Teodora Mbasogo, Asue objął urząd premiera Gwinei Równikowej, odpowiedzialnego za koordynację administracji. Zastąpił na stanowisku Vicente Ehate Tomiego, również polityka PDGE. Od tego czasu pozostawał w ścisłym kierownictwie PDGE. Podczas pierwszej zagranicznej podróży odwiedził Nowy Jork i siedzibę ONZ spotykając się z ambasadorami państw afrykańskich i europejskich. W lutym 2017 wraz z całym rządem przeniósł się z Malabo do nowej stolicy kraju – Djibloho. Funkcję premiera pełnił do 1 lutego 2023.